# La tregua (película de 1974)
La Tregua es una película argentina dramática de 1974 dirigida por Sergio Renán y basada en la novela homónima del escritor uruguayo Mario Benedetti. Fue escrita por Renán y Aída Bortnik, protagonizada por Héctor Alterio y Ana María Picchio, y coprotagonizada por Luis Brandoni, Marilina Ross, Aldo Barbero, Juan José Camero, Carlos Carella, Luis Politti, Antonio Gasalla, Cipe Lincovsky y Oscar Martínez. También contó con las actuaciones especiales de Norma Aleandro, China Zorrilla, Sergio Renán y Lautaro Murúa. Fue la primera película argentina, la tercera latinoamericana y la segunda sudamericana en ser nominada al Óscar a la Mejor película extranjera, luego de la brasileña El pagador de promesas, nominada en la edición de 1962.
Fue reconocida como la octava Mejor película del Cine Argentino de todos los tiempos en la encuesta realizada por el Museo del Cine Pablo Ducrós Hicken en 1984, mientras que ocupó el puesto 6 en la edición de 2000. En una nueva versión de la encuesta organizada en 2022 por las revistas especializadas La vida útil, Taipei y La tierra quema, la cual fue presentada en el Festival Internacional de Cine de Mar del Plata, la película alcanzó el puesto 27.

## Argumento
Martín Santomé es un hombre mayor viudo que cumple 49 años de edad y vive con sus tres hijos; el mayor llamado Esteban, quien vive amargado y de mal carácter, Jaime, un homosexual encerrado (el hijo menor) y Blanca, la decisiva. Martín inicia el día con su rutina diaria y pensando que las personas y sus hijos ignoraron su cumpleaños. Al ser felicitado por unos de sus compañeros de trabajo, Martín recibe a dos nuevos empleados que presentaron solicitudes para trabajar, la joven Laura y el nervioso Santini, quien declara tener un trauma claustrofóbico, por lo que solicita un trabajo cerca de una ventana. 
Cuando Martín llega a su casa, se encuentra sorprendido al ver que sus hijos le organizaron una fiesta y realizan un brindis a su honor. Los hijos le desean una noche feliz y le regalan un camisón presentable. Mientras cenan, Martín les cuenta a sus hijos que volvió a ver a un viejo amigo llamado Vignale, quien además conocía a su mujer que había fallecido. La vida de Martín cambiará completamente al conocer a una mujer en el colectivo. Se siente atraído por ella, y cuando ella baja del vehículo, decide seguirla. Se dirigen a la casa de la mujer y tienen una relación sexual. Después de su aventura, Martín comienza a tener una serie de acontecimientos que complican su vida: Santini tiene una crisis nerviosa y existencialista en el trabajo, mientras se queja de sentirse ridículo por trabajar (como los otros miembros de la oficina) con papeles "que nadie lee", y su hijo mayor Esteban le confiesa sentirse deprimido y abatido, ya que no encuentra satisfacción alguna en su trabajo o su vida general, y le confiesa a su padre que tiene miedo de terminar como él, en una vida "gris" y sin verdadera alegría.
Martín llega a su casa después de haber llamado la atención a Santini y conversa sobre el asunto con sus hijos Esteban y Jaime, y luego de tener una discusión sobre la vida personal de Jaime, Martín despectivamente utiliza el término "marica". Luego, Martín trabaja muy de noche junto a Laura y ambos entablan una amistad. Mientras ambos se dirigen a sus respectivos hogares, Martín le cuenta a Laura cómo es su familia y ella le cuenta a Martín sobre su vida, y le confía que le gusta caminar y conversar. Al volver a su casa, Martín encuentra a su hija Blanca preocupada porque Jaime está dispuesto a marcharse del hogar. Martín aún no entiende lo que es obvio para sus otros hijos, pero Blanca le cuenta que Jaime es igual que "sus amigos raros". Jaime discute con su padre y le dice que el motivo principal de su decisión de marcharse se debe a que no quiere que lo juzguen ni lo traten "como a un enfermo"; así Jaime finalmente acepta ser homosexual, aunque no utiliza esa palabra explícitamente, y se va de la casa familiar.
A los pocos días aparece la pareja de Jaime, un hombre varios años más grande que el hijo de Martín, a buscar unas pertenencias, ya que Jaime sigue molesto con su padre y prefiere no hablarle. Martín no termina de aceptar lo que Jaime le ha dicho y sobre todo hecho, y busca discutir con la pareja de Jaime, a quien acusa abiertamente de querer corromper y manipular a su hijo como si fuera un pederasta, ya que este hombre y Martín tienen casi la misma edad  y Jaime es, por lo tanto, mucho más joven. Luego de hablar con la pareja de su hijo, Martín entiende que el hombre solo busca entablar una relación seria con Jaime. Al ver la madurez y sinceridad con la que la pareja de Jaime se maneja, Martín acepta que estuvo equivocado al no entender el proceso que Jaime estaba pasando, y comienza a abandonar sus antiguos prejuicios.
Al día siguiente Martín encuentra a Laura en la calle y la invita a tomar un café. Con ternura le dice que está enamorado de ella y le pide que no se sienta molesta ni obligada a hacer nada. Ambos hablan de noviazgo y Martín le pide una oportunidad. Luego de una larga charla, Laura termina aceptando. Rápidamente la relación entre los dos prospera, y un Martín de renovados bríos y alegría le presenta a Laura a su familia, siendo rápidamente aceptada y querida por su hija. Al mismo tiempo Laura se ha enamorado de Martín, y ambos se sienten felices juntos. Además, la relación le ha permitido a Martín ser más abierto y empático con sus dos hijos, a los que ofrece renovadas muestras de afecto y comprensión, y a quienes alienta a cambiar sus vidas para mejor, como le sucedió a él.
Poco antes de casarse, Laura contrae un resfrío que deriva en una gripe, y decide ir a pasar unos días a casa de su madre, para no contagiar a Martín. Laura deja de ir al trabajo por su enfermedad, y una tarde Martín recibe una llamada mientras se encuentra en su trabajo, mediante la cual un médico le informa que Laura ha fallecido inesperadamente, de un infarto, mientras estaba internada por la gripe. En su desesperación, Martín pega gritos de dolor y llora amargamente. A los pocos días, triste y sin ánimos, se dirige a la casa de Laura y conoce a sus padres, quienes le comentan con tristeza que Laura siempre hablaba con afecto de Martín y que todos querían que la relación prosperara.
Poco después del sepelio de Laura, Martín pasa los días abatido en su casa, constantemente sintiendo que todo lo bueno en su mundo ha terminado. A pesar de que su hijo Esteban, quien recuperó las ganas de vivir, busca consolar a Martín con afecto y darle aliento como su padre había hecho con él, Martín se encuentra convencido de que nunca volverá a encontrar a alguien como Laura, a quien considera su última "tregua con la vida": su última oportunidad de ser feliz antes de volver a una existencia que, siente, ya no le ofrece nada.
Mientras Esteban habla con su padre intentando animarlo a seguir con su vida, Martín, con la mirada perdida, siente la voz de Esteban muy lejos, como en un distante eco, y solo se resigna a mirar al vacío en silencio.

## Reparto
- Héctor Alterio ... Martín Santomé
- Luis Brandoni ... Esteban Santomé
- Ana María Picchio ... Laura Avellaneda
- Marilina Ross ... Blanca Santomé
- Aldo Barbero ... Méndez
- Juan José Camero ... Novio de Blanca
- Carlos Carella ... Robledo
- Cipe Lincovsky ... Madre de Laura
- Oscar Martínez ... Jaime Santomé
- Lautaro Murúa ... El gerente
- Walter Vidarte ... Sierra
- China Zorrilla ... Esposa de Vignale
- Nelly Prono ... Cuñada de Vignale
- Luis Politti ... Vignale (amigo de Santomé)
- Hugo Arana ... Martínez
- Norma Aleandro ... Mujer del colectivo
- Sergio Renán ... Alejandro Ferrero
- Víctor Manso ... Padre de Laura
- Antonio Gasalla ... Alfredo Santini
- Constantino Cosma
- Jorge Sassi ... Suárez
- Ignacio Finder
- Diego Varzi ... Heller
- Edda Díaz ... Doblaje de China Zorrilla

## Producción
La tregua fue la ópera prima de Sergio Renán, quien ya contaba con una destacada carrera como actor antes de su debut como director; Renán venía de protagonizar o coprotagonizar películas desde 1951 bajo la dirección de destacados cineastas como Mario Soffici y Lucas Demare, también actuando tres veces bajo la dirección de Leopoldo Torre Nilsson. Fue en su última colaboración con Torre Nilsson, en 1973, cuando conoció a sus compañeros de reparto Héctor Alterio y Norma Aleandro. Un año después, los presentaría a ambos ante el gran público en un papel protagónico (Alterio) y en un cameo (Aleandro), respectivamente.
La Tregua fue una de las películas argentinas más exitosas de la década del '70. El año en que fue realizada la violencia política era muy alta, razón por la cual la entrega de los Premios Cóndor de Plata fue suspendida; La Tregua era una de las probables ganadoras.
Mario Benedetti escribió un cameo (aparición especial) para el film en homenaje a su compatriota China Zorrilla, quien alcanzó a filmarlo pero luego se accidentó poco antes de grabar la pista final de las voces, por lo que tuvo que ser doblada por la actriz argentina Edda Díaz.
Cuando van apenas 7 minutos de película, en la escena dónde Vignale (Luis Politti) se encuentra con Martín Santomé (Héctor Alterio), el primero aparece en un flamante Dodge GT azul, auto argentino de la época, mientras que el último maneja en cambio un Sedán deportivo (por su palanca de 4 cambios al piso, cuando todos traían de 3 al volante) que sólo se fabricaba y fue vendido en Argentina y en España, donde le llaman "3700 GT".

## Recepción
La tregua fue nominada al Oscar a la mejor película extranjera, siendo la primera película argentina y sudamericana en idioma castellano en lograr esa distinción; compitió con Amarcord, de Federico Fellini, que finalmente se llevó el premio.
La película fue un inesperado éxito de taquilla en el momento de su estreno: el actor Luis Brandoni, que interpretó al hijo mayor de Santomé, el más serio del grupo familiar y casi un temeroso reflejo de su padre, recordó con ironía que los exhibidores de cine de aquella época no querían programar la película en sus salas “porque era [para los distribuidores] muy triste”; sin embargo, como relató Brandoni “se estrenó en una sala de segunda categoría sobre la calle Lavalle y el resto lo hizo el público”. El actor también comentó sobre los premios Óscar: “Después perdimos con Amarcord, de Fellini, y eso no es perder, es un acto de justicia”, dijo con humor.

## Premios
- Premios Óscar (1975): Nominada al Óscar a la Mejor película en lengua extranjera.

## Restauración
En 2018 se estrenó la versión restaurada de La tregua. La digitalización fue una decisión del director Juan José Campanella, quien considera que es “la mejor película del cine argentino”, según comentó Brandoni en el momento.